# مزرعه باوین
مزرعه باوین یک منطقهٔ مسکونی در ایران است که در دهستان راهجرد شرقی واقع شده‌است.